# Vegyes preferenciális szavazat
A vegyes preferenciális szavazat (angolul: mixed ballot transferable vote, szó szerint: vegyes szavazólapos átruházható szavazat, rövidítve: MBTV) olyan töredékszavazat-alapú vegyes választási rendszer, ahol a képviselők egy csoportját helyi szinten választják meg, például egyéni választókerületekben, a többi mandátumot pedig kompenzációs módon pártlisták segítségével osztják ki, és a választók egyetlen szavazólappal szavaznak, amelyen külön jelezhetik preferenciáikat helyi egyéni jelöltekre és pártlistákra.

## Áttekintés
Az egyéni ágról származó fel nem használt szavazatokat kompenzációs módon (részleges, pozitív) szavazatátviteli mechanizmussal (töredékszavazat-visszaszámlálás) a kompenzációs ágra továbbítják. A szavazat kettős, preferenciális jellege különbözteti meg a vegyes arányos rendszertől (mandátum-kompenzációs) és árokrendszertől (nem kompenzációs), amelyek szintén két szavazatot használnak a két ágon. Az, hogy az eredmény mennyire arányos, többek között a rendszerben alkalmazott szabályoktól (mi számít töredékszavazatnak) és paraméterektől (pl. a kompenzációs helyek száma) függ.
| Kompenzációs vegyes választási rendszerek | Egyszavazatos vegyes rendszerek | Kétszavazatos vegyes rendszerek |
| ----------------------------------------- | --- | --- |
| Mandátum-kapcsolat alapú                  | MSV, avagy egyszavazatos vegyes rendszerek - egyszavazatos MMP | MMP, avagy vegyes arányos rendszer (a német rendszer) - AMS (az MMP félarányos verziójának neve az Egyesült Királyságban) AV+ ("alternatív szavazat plusz")                            |
| Szavazat-kapcsolat alapú                  | MSV, avagy egyszavazatos vegyes rendszerek (töredékszavazat-visszaszámláló rendszerek) - magyar önkormányzati vegyes választási rendszer (félarányos) DMP (kéttagú arányos képviseleti rendszer) | Hibridek (MSV+árokrendszer): - Pozitív szavazatátadás: a magyar (országgyűlési) rendszer - Negatív szavazatátvitel: az olasz rendszer (scorporo) MBTV (vegyes preferenciális szavazat) |

## Variációk

### Egyszerű többségi
Az MBTV rendszer legegyszerűbb típusa két választási lehetőséget tesz lehetővé a szavazólapon: egyet egy helyi jelöltnek, egyet egy pártlistának. Ezt a típusú szavazólapot a németországi választási rendszerben is használják.

### Rangsorolás
A szavazás lehetővé teheti a választó számára a jelöltek,a pártok listáinak, vagy mindkettőnek a rangsorolását, ebben az esetben a rangsorok felhasználhatók egy kiesési rendszerhez, például az azonnali kiseséses preferenciális szavazáshoz (a helyi győztesek meghatározásához és a bejutási küszöböt átlépő pártok meghatározásához). Ha mindkettő rangsorolása megengedett, a szavazólap kialakítása lehetővé teheti akár a rangsorok keverését is, ezt a verziót (full ranking).

### Egyéb
MBTV alapú rendszereket más rendszerek köré lehet tervezni, például jóváhagyó és arányos jóváhagyó szavazás.

## Használat
Kettős szavazati töredékszavazati rendszert Magyarországon az országgyűlési választásokon, ezek azonban nincsenek preferenciálisan összekötve, így az valójában egy egyszavazatos vegyes rendszer és az árokrendszer hibridjének mondtható. Egy hasonló, korábban olaszországban alkalmazott rendszer, a scorporo is egy kettős szavazáson és szavazati kapcsolaton alapuló vegyes választási rendszer, de szintén abban különbözik az MBTV-től, hogy töredékszavazatokat használ kompenzációs mechanizmusként, azonban azokat negatív értékkel továbbította a listás ágra.

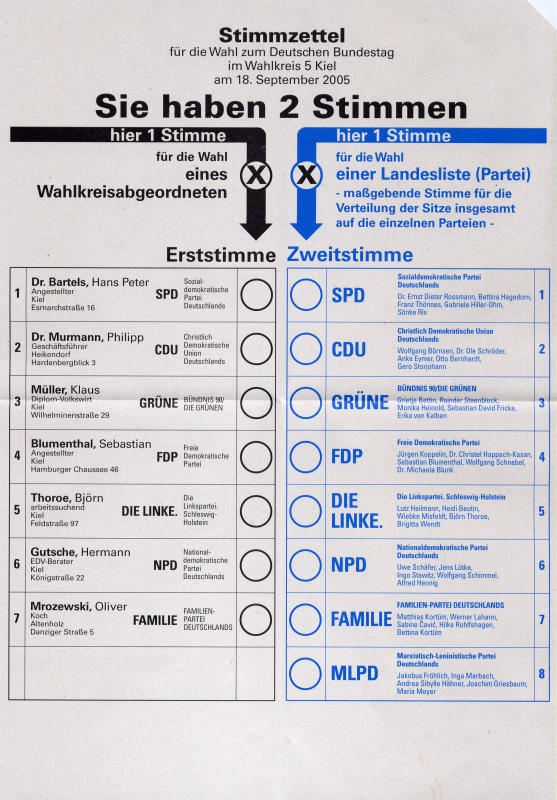
A 2005-ös németországi Bundestag-választáson használt vegyes szavazólap

A német választási rendszer, amely ugyan az MMP-rendszerek kategóriájába tartozik a mandátum-kapcsolati kompenzációs mechanizmusa miatt, vegyes szavazólapot használ, amelyen az első szavazás (Erststimme) és a második szavazás (Zweitstimme) is egyválasztásos szavazat. Ezen túlmenően, az MBTV-hez hasonlóan nem minden szavazólapot használnak fel a kompenzációs szinten, például a kerületi mandátumot szerzett független jelöltekre és a választói küszöb alatti pártokra leadott szavazatokat. Ez a mechanizmus a vegyes szavazólap egyfajta preferenciális értelmezését igényli, hasonlóan ahhoz, mint amikor azt egy tisztán szavazatkapcsolati-kompenzációs rendszerben használnák.

## Fordítás
Ez a szócikk részben vagy egészben  a   Mixed ballot transferable vote című angol Wikipédia-szócikk ezen változatának fordításán alapul.  Az eredeti cikk szerkesztőit annak laptörténete sorolja fel. Ez a jelzés csupán a megfogalmazás eredetét és a szerzői jogokat jelzi, nem szolgál a cikkben szereplő információk forrásmegjelöléseként.